# Cacerense Esporte Clube
Cacerense Esporte Clube é uma agremiação esportiva da cidade de Cáceres, no estado de Mato Grosso, fundada a 5 de julho de 2005.

## História
Possui em seu histórico o antigo time do Cáceres Esporte Clube, apelidado de Crocodilo do Pantanal.
Sua renovação deve-se à um esforço conjunto de sociedade, empresários locais e jogadores, dispostos a reeditar as épocas de vitórias do Cacerense. A "Fera da Fronteira", como também é denominado por seus torcedores, conquistou, no ano de 2006, pela primeira vez um título em sua história, sagrando-se campeão da Copa Governador com apenas uma derrota.
Em 2007, a boa fase continuou, e o time conseguiu de maneira inédita o título de campeão estadual, conquistando o direito de disputar a Copa do Brasil em 2008.
Em 2023 foi rebaixado no Campeonato Mato-Grossense.

## Elenco profissional
Legenda
- : Capitão
- : Prata da casa (Jogador da base)
- : Jogador lesionado/contundido

## Títulos
| Estaduais | Estaduais                 | Estaduais | Estaduais  |
|           | Competição                | Títulos   | Temporadas |
| --------- | ------------------------- | --------- | ---------- |
|           | Campeonato Mato-Grossense | 1         | 2007       |
|           | Copa FMF                  | 1         | 2006       |

### Campanhas de destaque
- Vice-Campeão Copa Governador de Mato Grosso: 2007.
- Vice-Campeão Mato-Grossense Série B: 2012 e 2022.

## Estatísticas

### Participações
|  | Participações em 2025 |

| Competição  | Competição                | Temporadas | Melhor campanha            | Anos                             | P | R |
| Mato Grosso | Campeonato Mato-Grossense | 10         | Campeão (2007)             | 2006-2010, 2013-2017, 2023       |   | 3 |
| Mato Grosso | 2ª Divisão                | 6          | Vice-campeão (2012 e 2022) | 2011-2012, 2018-2019, 2022, 2025 | 2 |   |
| Brasil      | Série C                   | 1          | 43º colocado (2007)        | 2007                             | – | – |
| Brasil      | Copa do Brasil            | 1          | 1ª fase (2008)             | 2008                             |   |   |

## Ranking da CBF
No Ranking da CBF, o clube encontra-se:
- Não rankiado (ranking da CBF só possui 222 posições )
- Pontuação: s/pt